# Burg Taching
Die Burg Taching ist eine abgegangene Burg in der Gemeinde Taching am See im Landkreis Traunstein von Bayern. 

## Geschichte
Im 12. Jahrhundert waren hier Ministeriale des Grafen Gebhard III. von Sulzbach und des Grafen Gebhard von Burghausen angesiedelt. Um 1160 wird ein Chounradus de Taechingen und vor 1164 ein Popo de Tachingen genannt. Die Tachinger sind um 1200 Ministeriale der Salzburger Kirche geworden. Im Nekrolog des Domkapitels von Salzburg werden Chunradus de Taeching (1200–1242) und Chuno de Taching (1251) genannt. Im letzten Viertel des 13. Jahrhunderts heiratet Engelbrecht von Taching Perchta, die Tochter Otto Törringers vom Stein. Bei der Auseinandersetzung zwischen dem Erzbistum Salzburg und den Herzögen von Bayern verlegte der Tachinger seinen Wohnsitz auf die Burg Pertenstein in das Land des bayerischen Herzogs. Der letzte der Tachinger war Wilhelm zu Pertenstein, der 1382 seinen Onkel Seifried von Törring zu seinem Erben bestimmte. 
Der Besitz der Törringer in Taching lässt sich aber erst 1453 urkundlich nachweisen, damals wurde Heinrich von Reich mit dem halbe perg zu Taching darauf ein Slos steht beliehen. Nach 1463 wurde Heinrich der Dorfpeckh zu Taching beliehen. 1490 ersucht seine Witwe um die Belehnung; für sie bzw. ihre Töchter Barbara und Anna wird 1496 Wilhelm Hofmeister zu Haus Lehensträger, dann 1508 Paulus Lohstampfer. 1512 kaufte Wolfgang Hergasser den Sitz. 1530 wurde er damit belehnt und nannte sich 1539 Wolfgang Hergassinger zu Taching auf dem Berg. 1548 bekomme Margaret Hansen, des Kenpergers Hausfrau, den Sitz zu Lehen. Die Ehemänner ihrer Töchter Margaret und Barbara, der Wirt zu Palling Georg Kefenberger  und der Wirt zu Tengling Hans Steger, erhalten 1560 zur Hälfte den Sitz. 1569 ist der Lehensträger für die beiden zu Witwen gewordenen Frauen ihr Neffe Wolfgang Prandberger. 1582 ertauscht Helias Steger von Tengling alle Anteile und wird damit als Gemainlehen belehnt. 1590 steht Hieronymus Knoll, salzburgischer Landschaftskanzler, für seine Frau Sophia Pauersin mit Sitz und Hof von Taching im Lehenbuch. 1678 kauft Georg Kasimir von May auf Taching den Sitz von Freiherrn Rotawolf. Diesem folgt vor 1763 die Freifrau von Armannsperg nach und verkauft dann an den Brauer Simon Reiter in Palling. Im gleichen Jahr verkauft dieser den größten Teil des Gutes an den Mesner Johannes Seehuber. 1779 (und 1813) werden Sitz und Hof Ritterlehenssitz beim Berger genannt, der von den Törrings zu Erbrecht dem Simon Reiter bzw. dem Wirt zu Mathias Schar verliehen war. Letzterer hatte dem Mesner Johann bzw. Franz Seehuber das Gut als Freistift überlassen.

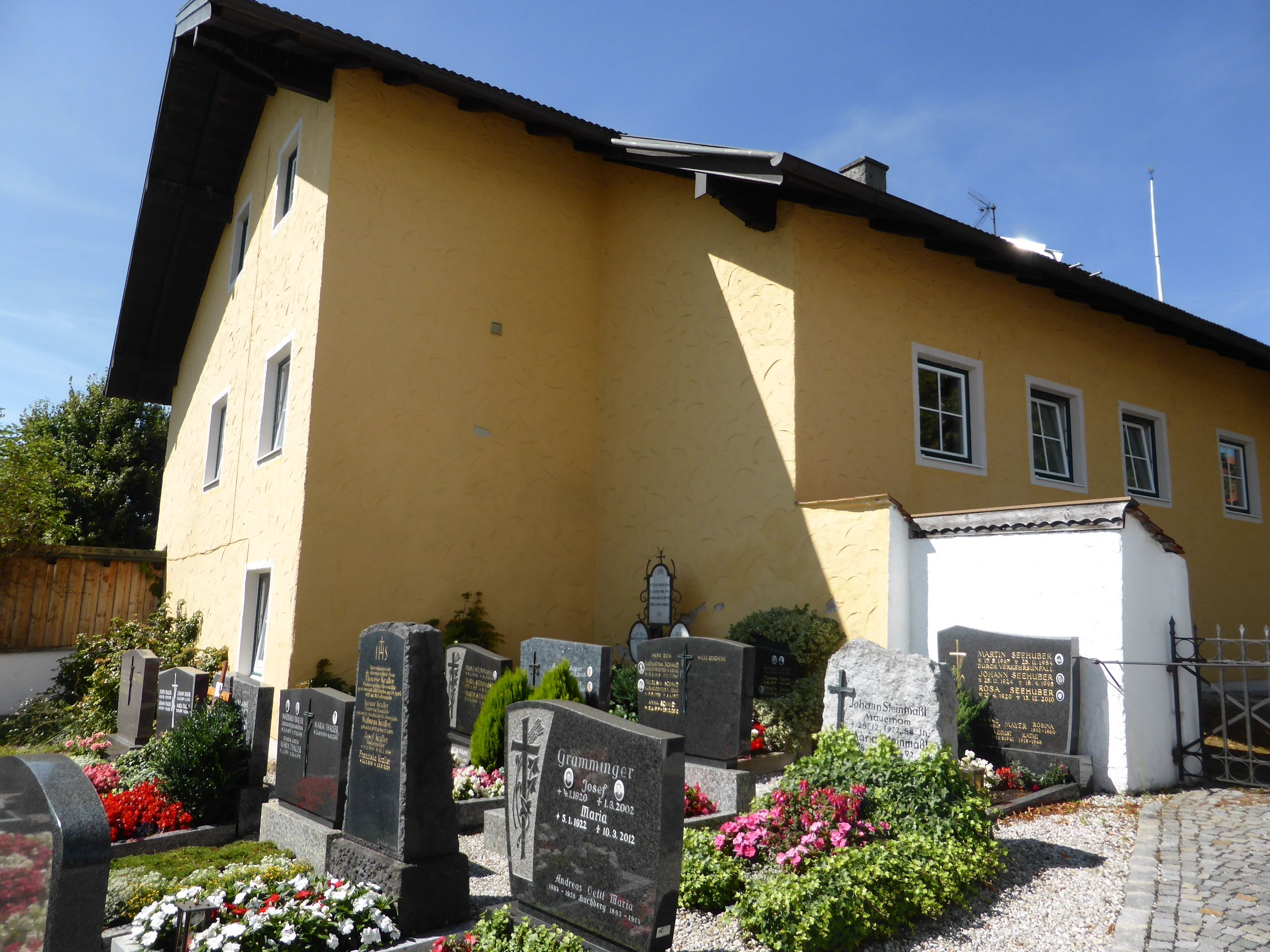
Berglerhof zu Taching

Die Burg ist im heutigen Berglerhof neben der Pfarrkirche von Taching (Kirchberg 1) aufgegangen.